# Connelsville (Misuri)
Connelsville es un lugar designado por el censo ubicado en el condado de Adair en el estado estadounidense de Misuri. En el Censo de 2020 tenía una población de 53 habitantes y una densidad poblacional de 61,63 habitantes por km². Fue incluido como CDP en el censo de 2020. 

## Geografía
Connelsville se encuentra ubicado en las coordenadas 40°16′39″N 92°42′01″O / 40.27750, -92.70028.Según la Oficina del Censo de los Estados Unidos,  tiene una superficie total de 0,86 km², todos correspondientes a tierra firme.